# Sancho de Noronha, 1.º conde de Odemira
Sancho de Noronha (? - 6 de maio de 1471), D., foi um fidalgo e cavaleiro do Reino de Portugal.
Terá sido um dos primeiros vinte e sete cavaleiros a receber a Ordem da Torre e Espada.

## Biografia
Foi adiantado do Reino do Algarve, por carta, emitida em Évora, de 12 de Março de 1459, do Conselho real, Governador e capitão-general de Ceuta, por Carta de El-Rei D. Afonso V de Portugal, passada em 30 de Maio de 1451, lugar que exerceu até 30 de Junho de 1460, ano em que voltou a Portugal. Acompanhou o rei D. Afonso V a África, no ano de 1463, para a Conquista de Tânger, onde foi agraciado, pelo Infante D. Fernando, com a Comenda maior da Ordem de Santiago.
Foi senhor da cidade de Portalegre e do Castelo de Portalegre por mercê real feita em Lisboa, a 21 de Novembro de 1448, senhor de Vimieiro, Aveiro, Mortágua e outras terras, Exerceu duas alcaidarias, tendo sido Alcaide-Mor de Elvas e de Estremoz. Foi Comendador-Mor na Ordem de Santiago.
Foi armado cavaleiro por D. Duarte de Meneses, em Ceuta, onde se bateu nas lutas contra os mouros.
Foi o 1º conde de Odemira e já o era no ano de 1449, como consta da doação que El-Rei lhe fez da Vila de Aveiro, passada em Lisboa, a 13 de Junho do dito ano.

## Relações familiares
Foi filho de Afonso Henriques, conde de Gijón e Noronha e de Isabel de Portugal, senhora de Viseu. Casou com Mécia de Sousa, 4.ª senhora de Mortágua, que morreu por 1497, filha de Gonçalo Eanes de Sousa, terceiro-neto do rei D. Afonso III de Portugal, 3.° senhor de Mortágua que esteve na tomada de Ceuta, e morreu, em 1415, durante a viagem de regresso ao Reino de Portugal, e de D. Filipa de Ataíde, irmã do 1.º conde de Atouguia.
Foram confirmados os dotes ao conde Sancho e à condessa D. Mécia, por cartas reais com datas de 17 e 25 de Janeiro de 1434 e o senhorio de Mortágua por Carta de 25 do mesmo mês e ano.
A condessa Mécia sobreviveu ao marido, mas já tinha falecido em 10 de Novembro de 1497, data em que as suas tenças foram confirmadas a sua filha, a condessa de Faro.
Sancho de Noronha e D. Mécia de Sousa foram pais de:
- Maria de Noronha, condessa de Odemira, casada com D. Afonso, 1.º conde de Faro e 2.º conde de Odemira.

Fora do casamento D. Sancho de Noronha teve:
- Luís de Noronha (1420 -?), comendador de Sines, que casou com Maria Lobo.